# La Haye-le-Comte
 La Haye-le-Comte  là một xã thuộc tỉnh Eure trong vùng Normandie miền bắc nước Pháp.